# دیوید دی سوازا
دیوید دی سوازا (به پرتغالی: Deivid de Souza) بازیکن فوتبال در پست مهاجم اهل برزیل است که در شهر نووا ایگواسو و در تاریخ ۲۲ اکتبر ۱۹۷۹ به دنیا آمده‌است.

## باشگاهی
دیوید دی سوازا در تیم‌های فوتبال Nova Iguaçu ،Joinville،سانتوس،کورینتیانس، کروزیرو و بوردو سابقهٔ حضور دارد.